# Suchoj Su-37
Suchoj Su-37, (NATO-rapporteringsnamn: Flanker-F eller Super Flanker) är ett avancerat prototypjakt/attackplan som utvecklades i Ryssland under 1990-talet.
Su-37 är en modifierad version av jaktplanet Su-27 som kom i tjänst under 1980-talet. I denna modifiering ingår starkare motorer med ett avancerat thrust vectoring-system, en ny multielektronisk, passiv allvädersradar, ny elektronik, en ny radar baktill som ger piloten i Su-37 bättre omvärldsuppfattning.
Planet flög för första gången i april 1996 och minst två prototyper byggdes. Inga plan beställdes dock av Ryssland och i väntan på beställningar antingen från Ryssland eller för export har Su-37-programmet lagts i malpåse. De två Su-37-prototyperna har byggts om till Su-35.